# Jana (geslacht)
Jana is een geslacht van vlinders van de familie Eupterotidae, uit de onderfamilie Janinae.

## Soorten
- J. ampla Berger, 1980
- J. anyagudae Stoneham, 1966
- J. aurivilliusi Rothschild, 1917
- J. basoko Berger, 1980
- J. caesarea Weymer, 1909
- J. demoulini Berger, 1980
- J. dulvinea Stoneham, 1966
- J. eurymas Herrich-Schäffer, 1854
- J. fletcheri Berger, 1980
- J. fontainei Berger, 1980
- J. forbesi Berger, 1980
- J. funebris Gaede, 1927
- J. gaitea Stoneham, 1966
- J. germana Rothschild, 1917
- J. gracilis Walker, 1855
- J. grisea Berio, 1937
- J. hecqui Berger, 1980
- J. jeanae Stoneham, 1966
- J. kivuensis Berger, 1980
- J. nigristriata Janse
- J. nigrorufa Berger, 1980

- J. obscura Aurivillius, 1893
- J. overlaeti Berger, 1980
- J. palliatella Viette, 1954
- J. plagiatus Berger, 1980
- J. preciosa Aurivillius, 1893
- J. propinquestria Strand, 1911
- J. pseudostrigina Rothschild, 1917
- J. pujoli Berger, 1980
- J. roseata Rothschild, 1917
- J. rustica Strand, 1911
- J. seydeli Berger, 1980
- J. strigina Westwood, 1849
- J. tantalus Herrich-Schäffer, 1854
- J. transvaalica Strand, 1911
- J. tripunctata (Aurivillius, 1898)
- J. vandeschricki Berger, 1980
- J. variegata Rothschild, 1917
- J. viettei Berger, 1980
- J. watsoni Berger, 1980
- J. yokoana (Bethune-Baker, 1927)